# John Charles Fields
John Charles Fields (Hamilton, Kanada, 1863. május 14. – Toronto, 1932. augusztus 9.) kanadai matematikus, a Fields-érem névadója.

## Életpályája
John Charles Fields skót és ír felmenőkkel rendelkező családból származik, de szülei már kanadaiak voltak. Apja korán meghalt, amikor Fields még csak tizenegy éves volt. Iskoláit a Hamilton Collegiate Institute-ben végezte 1880-ban kitűnő eredménnyel. Ezután a Torontói Egyetem matematika szakára iratkozott be, ahol nehéz anyagi körülmények között folytatta tanulmányait, mivel közben anyja is meghalt. Ennek ellenére 1884-ben aranydiplomával végzett. Az egyesült államokbeli Johns Hopkins Egyetemen doktorált 1887-ben. A következő két évben ugyanezen az egyetemen tanított. Utána három évig Pennsylvania állam legrégebbi iskolájában, az Allegheny College-ben tanított matematikát. 1892 és 1900 között Európában képezte tovább magát. Ez az időszak nemcsak szakmailag volt fontos számára, hanem a kapcsolatteremtésben is. 1902-től haláláig a torontói egyetemen tanított adjunktus (1902), docens (1905), majd egyetemi tanár (1914) minőségben.
Fő kutatási területe az algebrai függvények elmélete. Ebben a témában 1906-ban egy fontos könyvet jelentetett meg.
Az első világháború után 1920-ban csonka nemzetközi matematikai kongresszust tartottak, ahova a vesztes országokat nem hívták meg, így Magyarországot se. Mivel a következő kongresszus New York-i megszervezése kétségessé vált, Fields kitartó tevékenységének eredményeként sikerült 1924-ben Torontóban megtartani (még mindig csonkán). Fields 1931-ben javaslatot tett egy éremre, amelyet fiatal, 40 év alatti tehetséges matematikusoknak szánt. Ötletét 1932-ben elfogadták, és a Fields-érmet először 1936-ban adták át. Annak ellenére nevezik Fields-éremnek, hogy ezt őmaga nem akarta.
Az 1932-es kongresszuson, betegsége miatt, már nem tudott részt venni, még abban az évben elhunyt.